# Студенец (област Смолян)
 За другото българско село вижте Студенец (Област Разград).  
Студенец е село в Южна България. То се намира в община Чепеларе, област Смолян.

## География
Село Студенец се намира в планински район.
Преди време селото се е казвало Владиково и Сафтъще. То се намира на 7 км от главния път след село Хвойна.
Достигането до селото е трудно, особено през зимата. Първият километър от пътя е обновен, но след него той става каменист и неравен.

## Културни и природни забележителности
- Ягодинска пещера /10 км/- най-дългата пещера в Родопите е благоустроена и вътре могат да се видят всички пещерни образувания, известни на Балканския полуостров. Най-голям интерес предизвикват изключително красивите пещерни перли, за образуването, на които са необходими стотици хиляди години.
- Хайдушки дол е сред най-непристъпните и красиви каньони в Родопите. По отвесните му бели стени, извисяващи се на стотици метри над буйната река, расте редкият черен бор.
- Дяволският мост. Това е скален мост, дълъг 8-10 метра с дебелина 2-3 метра и височина 30 метра. Скалите, на които се опира са напълно отвесни. Наблизо е и водопадът Пръскалото.
- Връх Виденица – 1652 метра.
- Пещера Дяволското гърло /26 км/.
- Триградско ждрелo /25 км/.
- Буйновското ждрело е разположено успоредно на Триградското[3].